# Elinor Mavor
Elinor Mavor, née en 1936 en Arizona, est une illustratrice et éditrice américaine. Elle est la rédactrice en chef d'Amazing Stories et Fantastic de 1979 à 1982.

## Biographie
Elle réalise des illustrations et de l'édition pour plusieurs magazines d'Arthur Bernhard. Elle est aussi la rédactrice en chef de Bill of Fare, un magazine sur la restauration. Lorsque Ted White démissionne en novembre 1978, Mavor devient l'éditrice des deux magazines de science-fiction de Bernhard. Elle lit beaucoup de science-fiction mais ne connait rien du monde des magazines de science-fiction et n'a jamais entendu parler d'Amazing Stories.
Mavor utilise l'alias Omar Gohagen pour les premiers numéros car elle n'est pas sûre qu'une femme rédactrice puisse être acceptée par le lectorat. Cela montre aussi son ignorance du succès du magazine sous la direction de Cele Goldsmith Lalli quelques années auparavant. Sous la direction de Mavor, la qualité et la réputation du magazine s'améliorent considérablement mais elle n'est pas en mesure de sauver le magazine de son destin. En 1980, Fantastic fusionne avec Amazing. Deux ans plus tard, en mai 1982, Amazing Stories est racheté par TSR, Inc. et George H. Scithers lui succède dans le travail éditorial. À ce moment-là, le tirage est à seulement 11 000 exemplaires, un dixième de ce qu'il était dans les années 1920.
En 1995, elle décrit son expériences à Amazing Stories dans son introduction au recueil de nouvelles de Wayne Wightman (en), Ganglion & Other Stories publié par Tachyon Publications (en).